# Töcksfors
Töcksfors è un'area urbana della Svezia situata nel comune di Årjäng, contea di Västra Götaland.
La popolazione rilevata nel censimento 2018 era di 1 247 abitanti .